# Catherine Coulter
Catherine Coulter, née le 26 décembre 1942 dans le Comté de Cameron au Texas, est un écrivain américain de romances contemporaines et de romances historiques et de romances policières. Elle est l'auteur d'une série de best-sellers classés sur la liste du New York Times.

## Biographie
Catherine Coulter grandit dans un ranch du Texas. Elle est issue d'une famille d'artistes. Sa grand-mère, qui meurt à l'âge de 37 ans, est également écrivain. Son père est peintre et chanteur et sa mère est une pianiste concertiste.
À 14 ans, Coulter écrit deux nouvelles, d'une quinzaine de pages chacune. Pendant sa première année à l'Université du Texas, elle rédige de la poésie. Diplômée du premier cycle, Coulter entre au Boston College où elle obtient une maîtrise en Histoire de l'Europe du début du XIXe siècle.
Puis, elle travaille à Wall Street où elle rédige les discours du président d'une société. Comme son mari est étudiant en médecine, elle passe souvent seule ses soirées, en lisant des romances. Une nuit, alors qu'ils sont ensemble à la maison, Coulter se retrouve en train de lire un livre tellement mauvais qu'elle le jette de colère à travers la pièce en déclarant qu'elle-même serait capable de faire mieux que ça. Son mari la met au défi de parvenir à en écrire un et tous deux passent le week-end à imaginer une intrigue pour une romance gothique. Coulter écrit le roman dans la soirée.

### Regards sur l'œuvre
Après avoir terminé cette romance, Coulter l'envoie à la maison d'édition Signet, le premier éditeur de romances « Régence ». Trois jours plus tard, Signet lui propose un contrat pour trois romans. Son premier roman, The Autumn Countess, est publié par Penguin Books en 1978. En 1982, elle décide de quitter son emploi pour se consacrer à plein temps à sa carrière d'écrivain.
Catherine Coulter a figuré à quarante-deux reprises sur la liste des best-sellers du New York Times depuis 1988. Son thriller romantique Le tueur à la corde est le premier à être classé sur la liste des romans grand format/couverture dure du New York Times, tandis que The Cove reste neuf semaines d'affilée sur la liste des livres de poche et se vend à un million d'exemplaires. Coulter publie généralement une romance historique et un suspense romantique chaque année, et a réécrit plusieurs de ses premiers romans « Régence » pour en faire des romances historiques beaucoup plus longues et étoffées.

## Œuvres

### Période de la Régence anglaise

#### Romans indépendants
- (en) The Countess, 1978
- (en) The Rebel Bride, 1979
- Arabella, l'infidèle, J'ai lu, coll. « Aventures et Passions », 1998 ((en) The Heir, 1980)
- Le Fiancé infidèle, J'ai lu, coll. « Aventures et Passions », 1997 ((en) The Duke, 1981)

#### SérieBaron
1. (en) The Wild Baron, 1997
2. (en) The Offer, 1981
3. (en) The Deception, 1983

#### SérieLes Fiancées
1. La Fiancée du vent, Presses de la Cité, 1993 ((en) The Sherbrooke Bride, 1992)
2. La Fiancée de la Jamaïque, Presses de la Cité, 1994 ((en) The Hellion Bride, 1992)
3. La Fiancée de l'ombre, Presses de la Cité, 1995 ((en) The Heiress Bride, 1993)
4. (en) Mad Jack, 1999
5. (en) The Courtship, 2000
6. (en) The Scottish Bride, 2001
7. (en) Pendragon, 2002
8. (en) The Sherbrooke Twins, 2004
9. (en) Lyon's Gate, 2005
10. (en) Wizards Daughter, 2007

- (en) The Grayson Sherbrooke Otherworldly Adventures, Books 1-5, 2022

#### SérieNight Trilogy
1. (en) Night Fire, 1989
2. (en) Night Shadow, 1989
3. (en) Night Storm, 1990

#### SérieThe Legacy
1. L'Héritage des Wyndham, Presses de la Cité, 1995 ((en) The Wyndham Legacy, 1994)
2. (en) The Nightingale Legacy, 1994
3. (en) The Valentine Legacy, 1995

#### SérieThe Magic Trilogy
1. (en) Midsummer Magic, 1987
2. (en) Calypso Magic, 1988
3. (en) Moonspun Magic, 1988

### Époque georgienne
1. (en) Devil's Embrace, 1982
2. (en) Devil's Daughter, 1985

### SérieStar
1. (en) Evening Star, 1984
2. (en) Midnight Star, 1986
3. (en) Wild Star, 1987
4. (en) Jade Star, 1987

### SérieSong
1. (en) Warrior's Song, 1984
2. (en) Fire Song, 1985
3. (en) Earth Song, 1990
4. (en) Secret Song, 1991
5. Éducation amoureuse, J'ai lu, 2001 ((en) Rosehaven, 1996)Publié dans la collection Aventures et Passions
6. (en) The Penwyth Curse, 2003

### Éposue Viking
1. (en) Season of the Sun, 1991
2. (en) Lord of Hawkfell Island, 1993
3. L'Esclave du viking, J'ai lu, 1995 ((en) Lord of Raven's Peak, 1994)Publié dans la collection Aventures et Passions
4. (en) Lord of Falcon Ridge, 1995

### Romans d'amour contemporains
- L'Impossible Adieu, Flammarion, 1986 ((en) Aftershocks, 1985)Publié dans la collection Duo Harmonie
- Deux mondes réunis, Flammarion, 1988 ((en) Afterglow, 1987)Publié dans la collection Duo Harmonie
- Les Roses d'Asherwood, Flammarion ((en) The Aristocrat, 1986)Publié dans la collection Duo Romance

### Suspenses romantiques
- (en) False Pretenses, 1989
- Impulsion maudite, J'ai lu, 2004 ((en) Impulse, 1990)Publié dans la collection Amour et Destin
- Une victime de choix, Rosebud, 1996 ((en) Beyond Eden, 1990)

### SérieAgents du FBI
1. (en) The Cove, 1996
2. Le Tueur à la corde, Presses de la Cité, 1999 ((en) The Maze, 1997)
3. La Cible, Presses de la Cité, 2000 ((en) The Target, 1998)
4. Au bord du gouffre, Presses de la Cité, 2001 ((en) The Edge, 1999)
5. Riptide, J'ai lu, 2002 ((en) Riptide, 2000)Publié dans la collection Amour et Destin
6. La Baie du séquoia, Michel Lafon, 2002 ((en) Hemlock Bay, 2001)
7. La Onzième Heure, Michel Lafon, 2003 ((en) Eleventh Hour, 2002)
8. Maudit Tennessee, Michel Lafon, 2004 ((en) Blindside, 2003)
9. (en) Blowout, 2004
10. (en) Point blank, 2005
11. (en) Double Take, 2007
12. (en) Tailspin, 2008
13. (en) KnockOut, 2009
14. (en) Whiplash, 2010
15. (en) Split Second, 2011
16. (en) Backfire, 2012
17. (en) Bombshell, 2013
18. (en) Power Play, 2014
19. (en) Nemesis, 2015
20. (en) Insidious, 2016
21. (en) Enigma, 2017
22. (en) Paradox, 2018
23. (en) Labyrinth, 2019
24. (en) Deadlock, 2020
25. (en) Reckoning, 2022
26. (en) Flashpoint, 2022